# Anchastus simulans
Anchastus simulans is een keversoort uit de familie kniptorren (Elateridae). De wetenschappelijke naam van de soort is voor het eerst geldig gepubliceerd in 1883 door Ernest Candèze.